# Lista de vereadores de Rio das Flores
Esta é a lista de vereadores de Rio das Flores, município brasileiro do estado do Rio de Janeiro.
A Câmara Municipal de Rio das Flores é formada por nove representantes.

## Legislatura de 2021–2024
Estes são os vereadores eleitos nas eleições de 15 de novembro de 2020, pelo período de 1° de janeiro de 2021 a 31 de dezembro de 2024:
| Mesa Diretora (2021-2022)          |                       |                        |                           |
| Nome                               | Início do mandato     | Fim do mandato         | Cargo                     |
| José Phillipe da Silva (Cid.)      | 1º de janeiro de 2021 | 31 de dezembro de 2022 | Presidente da Câmara      |
| Rafael Teodoro Machado (DEM)       | 1º de janeiro de 2021 | 31 de dezembro de 2022 | Vice-presidente da Câmara |
| Edmilson da Silva de Oliveira (PP) | 1º de janeiro de 2021 | 31 de dezembro de 2022 | 1º Secretário             |
| Igo Fabiano G. dos Santos (DEM)    | 1º de janeiro de 2021 | 31 de dezembro de 2022 | 2º Secretário             |

|   | Nome                                                                               | Partido                                | Votos | %    | Observações |
| - | ---------------------------------------------------------------------------------- | -------------------------------------- | ----- | ---- | ----------- |
| 1 | Rafael Teodoro Machado (Valença, 16.03.1986–)                                      | Democratas (DEM)                       | 439   | 6,72 | 2º mandato  |
| 2 | Igo Fabiano Gonçalves dos Santos, Fabiano Torradinha (Rio das Flores, 24.04.1980–) | Democratas (DEM)                       | 423   | 6,47 | 1º mandato  |
| 3 | Diogo Brites dos Santos (Rio das Flores, 05.03.1991–)                              | Progressistas (PP)                     | 415   | 6,35 | 2º mandato  |
| 4 | José Phillipe da Silva, Phillipe do Bar (2021-2022) (Niterói, 21.02.1980–)         | CIDADANIA                              | 401   | 6,13 | 2º mandato  |
| 5 | Edmilson da Silva de Oliveira, Edmilson do Bilú (Vassouras, 27.01.1984–)           | Progressistas (PP)                     | 388   | 5,94 | 1º mandato  |
| 6 | Pedro Mário Gomes da Graça (Barra do Piraí, 18.07.1973–)                           | Movimento Democrático Brasileiro (MDB) | 327   | 5,00 | 1º mandato  |
| 7 | Fernando Antônio de Souza, Fernandinho do Cachoeira (Valença, 13.03.1989–)         | Democratas (DEM)                       | 319   | 4,88 | 1º mandato  |
| 8 | Leonardo Elias de Almeida (Rio das Flores, 02.09.1980–)                            | Movimento Democrático Brasileiro (MDB) | 289   | 4,42 | 1º mandato  |
| 9 | José Maria da Costa Nazareth, Coleiro (Rio das Flores, 22.04.1970–)                | Democratas (DEM)                       | 235   | 3,59 | 1º mandato  |

## Legislatura de 2017–2020
Estes são os vereadores eleitos nas eleições de 2 de outubro de 2016, pelo período de 1° de janeiro de 2017 a 31 de dezembro de 2020:
|   | Nome                                                                             | Partido                                            | Votos | %    | Observações |
| - | -------------------------------------------------------------------------------- | -------------------------------------------------- | ----- | ---- | ----------- |
| 1 | Rodrigo Lima de Novaes, Sonera (2017-2018) (Rio das Flores, 31.12.1977–)         | Partido do Movimento Democrático Brasileiro (PMDB) | 550   | 7,59 | 1º mandato  |
| 2 | Rodrigo Santana de Almeida, Cibalena (Valença, 26.01.1980–)                      | Partido do Movimento Democrático Brasileiro (PMDB) | 434   | 5,99 | 1º mandato  |
| 3 | José Phillipe da Silva, Phillipe do Bar (2019-2020) (Niterói, 21.02.1980–)       | Partido Popular Socialista (PPS)                   | 395   | 5,45 | 1º mandato  |
| 4 | Diogo Brites dos Santos (Rio das Flores, 05.03.1991–)                            | Partido Progressista (PP)                          | 331   | 4,57 | 1º mandato  |
| 5 | Arnaldo Grijó Amorim (Valença, 12.02.1981–)                                      | Partido Socialista Brasileiro (PSB)                | 322   | 4,44 | 1º mandato  |
| 6 | José Roberto da Silva, Zé Pré (Araraquara, 10.12.1955–)                          | Partido Social Democrático (PSD)                   | 247   | 3,41 | 1º mandato  |
| 7 | Rafael Teodoro Machado (Valença, 16.03.1986–)                                    | Partido Republicano Brasileiro (PRB)               | 245   | 3,38 | 1º mandato  |
| 8 | Carlos Augusto de Castro Laranja, Carlinho da Ilha (Paraíba do Sul, 18.07.1963–) | Democratas (DEM)                                   | 238   | 3,28 | 1º mandato  |
| 9 | Militão Fabiano Alves de Magalhães Netto (Rio das Flores, 02.06.1969–)           | Partido Democrático Trabalhista (PDT)              | 224   | 3,09 | 1º mandato  |

## Legenda
| Cor  | Significado          |
| Bege | Presidente da Câmara |
| Azul | Suplente             |